# Äußere Uferstraße 49 (Augsburg)

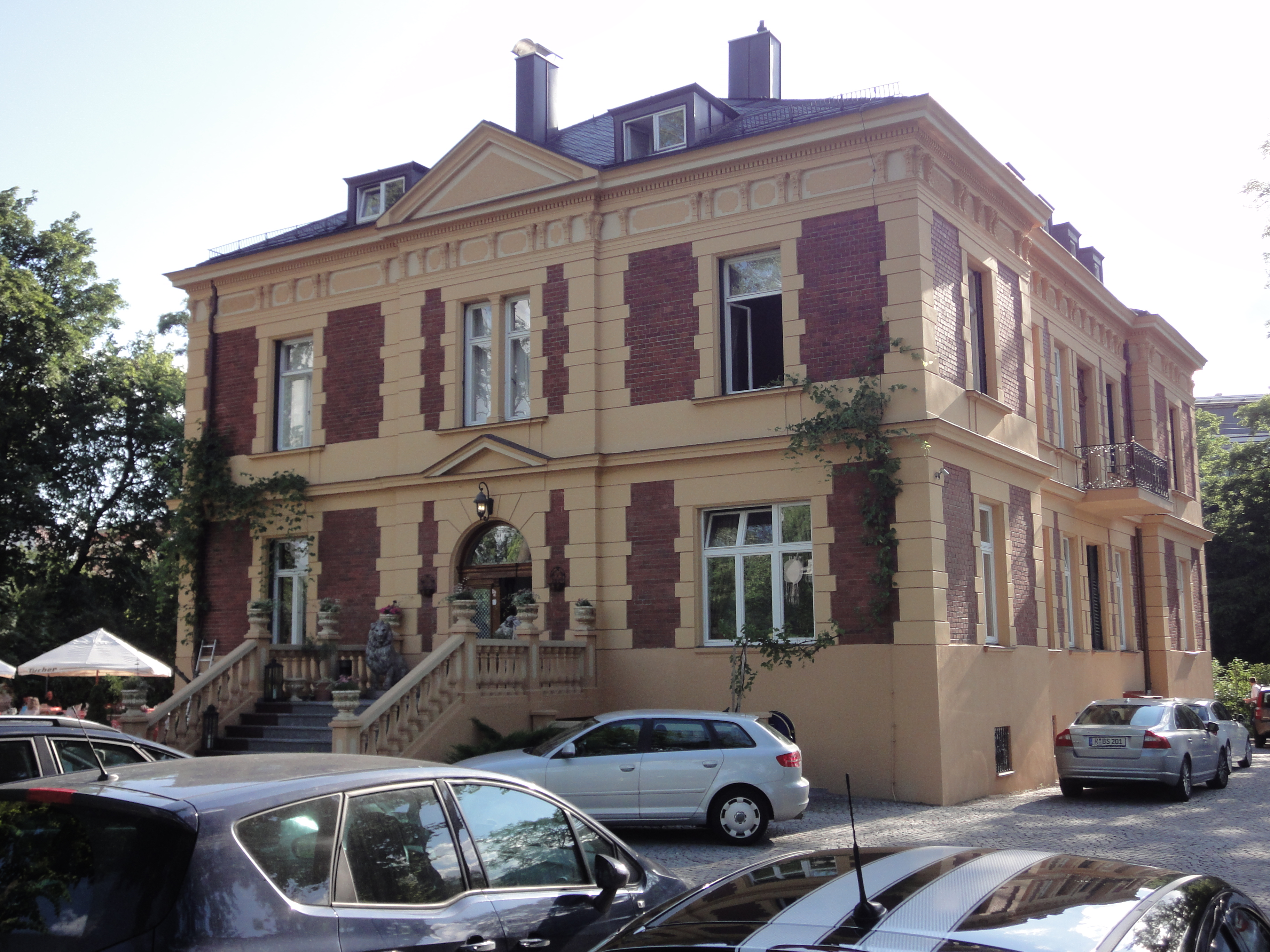
Direktorenvilla in Augsburg-Oberhausen

Die Villa Äußere Uferstraße 49 im Augsburger Stadtbezirk Oberhausen wurde um 1880 erbaut. Die ehemalige Direktorenvilla der Eisenfirma Zeuna ist ein geschütztes Baudenkmal.
Der zweigeschossige rote Backsteinbau mit Walmdach wurde nach Plänen des Augsburger Architekten Sebastian Müllegger errichtet. Er besitzt einen Mittel- und Eckrisalit und eine Putzgliederung in spätklassizistischen Formen. Der in einem Park stehende Bau mit einer Veranda im Süden steht über einem hohen Sockel. Die Villa mit fünf zu drei Fensterachsen wird durch einen Eingang an der hofseitigen Schmalseite erschlossen. Zum rundbogigen Portal führt eine breite Treppe mit steinernen Balustern.
Das Gebäude wird gastronomisch genutzt. (Stand 2014)